# 木耳 (插畫家)
木耳（日语： Kikurage），日本插畫家、遊戲原畫家、漫畫家。男性。居住於東京都在住。也使用筆名KIKURAGE。
他經營同人圈。

## 作品列表

### 小說插畫
- （2008年10月—2009年8月，著：織田兄第（日语：織田兄第），HobbyJAPAN（日语：ホビージャパン）〈HJ文庫〉，全3冊）
- （2009年5月—2010年2月，著：早矢塚勝也（日语：早矢塚かつや），一迅社〈一迅社文庫〉，全3冊）
- 《神與奴隸的誕生語法（日语：神と奴隷の誕生構文）》（2010年5月—2011年1月，著：宇野朴人，ASCII Media Works〈電擊文庫〉，全3冊）
- （2010年8月，著：瀨尾司，一迅社〈一迅社文庫〉，全1冊）
- （2011年3月—2011年6月，著：宇野朴人，ASCII Media Works〈MediaWorks文庫〉，全2冊）
- 《東京廢區的戰女三師團》（2016年10月—2017年7月，著：舞阪洸（日语：舞阪洸），KADOKAWA〈富士見Fantasia文庫〉，全3冊）
- 《墮天的狗神 -SLASHDØG-（日语：堕天の狗神 -SLASHDØG-）》（2017年11月—，著：石踏一榮，KADOKAWA〈富士見Fantasia文庫〉，已出版3冊）
- （2019年3月—，講談社〈講談社輕小說文庫〉，已出版1冊）

### 漫畫作品

#### 單行本
成人漫畫
- GOT（日语：ジーオーティー）〈GOT COMICS〉，2016年5月14日初版發行〈2016年4月25日發行[2]〉 ISBN 978-4-86084-864-4
  - （《comic anthurium（日语：comicアンスリウム）》vol.37，2016年4月）
  - （《comic anthurium》vol.7，2013年10月）
  - （《comic anthurium》vol.16，2014年7月）
  - （《comic anthurium》vol.14，2014年5月）
  - （《comic anthurium》vol.25，2015年4月）
  - （《comic anthurium》vol.29，2015年8月）
  - （《comic anthurium》vol.33，2015年12月）
  - （《comic anthurium》vol.36，2016年3月）
  - （全新收錄）
  - （《comic anthurium》vol.13，2014年4月）
  - （《comic anthurium》vol.19，2014年10月）
  - （《comic anthurium》vol.28，2015年7月）
  - （《comic anthurium》vol.32，2015年11月）
  - （全新收錄）
  - （全新收錄）
  - （全新收錄）

一般大眾
- 《墮天的狗神 -SLASHDØG-（日语：堕天の狗神 -SLASHDØG-#漫画）》KADOKAWA〈MF Comic Alive系列〉全2冊（原作：石踏一榮，《月刊Comic Alive》2020年2月號[3]—2021年1月號）
- KADOKAWA〈MF Comic Alive系列〉全2冊（《月刊Comic Alive》2022年1月號[4]—2022年12月號[5]）
  1. 2022年4月21日發行[6][7] ISBN 978-4-04-681230-8
  2. 2022年12月22日發行[8] ISBN 978-4-04-681971-0
- KADOKAWA〈KADOCOMI〉已出版2冊（《KADOCOMI》2024年7月20日—連載中）
  1. 2025年1月7日發行[9][10] ISBN 978-4-04-811407-3
  2. 2025年3月7日發行[11] ISBN 978-4-04-811446-2

#### 未單行本化
- 天孫降臨（《萌☆Star（日语：もえ☆スタ）》Vol.1—15，2007年4月—2009年8月）

### 遊戲原畫
商業電腦遊戲
- （C：drive.（日语：XERO），2007年2月）
- （PeasSoft，2010年6月）
- （PeasSoft，2011年7月）
- （PeasSoft，2011年12月）
- （PeasSoft，2012年4月）
- 《幸福☆家族部（日语：しあわせ家族部）》（Purple software，2012年5月）

MMORPG
- 《光明戰記》（MGAME JAPAN（日语：エムゲームジャパン），2009年1月）

手機遊戲
- 《美少女鬼女島殺人事件》（Ateam）
- （Ateam）

### 其它
- 《史上最強弟子兼一 闇黑襲擊》（第1話片尾插圖，2012年）
- 《翠星上的加爾岡緹亞》（第8話片尾插圖，2013年）

## 相關項目
- 日本插畫家列表（日语：日本のイラストレーター一覧）
- 日本漫畫家列表
- 日本成人日本漫畫家列表（日语：日本の成人向け漫画家の一覧）

## 外部連結
- （日語）—木耳的官方個人網站。
- 木耳的X（前Twitter） （日語）
- 木耳的pixiv （日語）
- 木耳的Fantia帳號 （日語）